# Tragedia de Morogoro
El 10 de agosto de 2019, un camión cisterna de combustible explotó en Morogoro, Tanzania, matando al menos a 71 personas e hiriendo al menos a otras 70. El evento fue uno de los mayores desastres de este tipo en Tanzania. La tragedia ocurrió en la ciudad de Morogoro, que se encuentra a unas 120 millas (190 km) al oeste de Dar es Salaam. Después de que un camión cisterna se estrellara, la gente local se reunió en el lugar del accidente para saquear el combustible. Durante el saqueo, el petrolero explotó, matando a 71 personas, incluidos transeúntes. En el video del incidente que circula en las redes sociales, se puede ver a un gran número de personas recolectando combustible en contenedores amarillos y bidones. El video también mostró restos quemados de hombres jóvenes. El canal estatal TBC citó cifras de la policía de que más de 70 personas resultaron heridas en el incidente y muchas sufrieron quemaduras graves.

## Explosión
La explosión ocurrió a las 8:30 a. m. EAT, 20 minutos después de que un camión cisterna de combustible volcó mientras intentaba evitar chocar con un motociclista. El accidente ocurrió cerca de la terminal de autobuses de Msamvu. La carretera en la que ocurrió el accidente conecta Morogoro con Dar es Salaam y es muy utilizada. Los testigos dicen que una multitud de al menos 150 personas se reunieron en la escena. La multitud comenzó a recoger el combustible utilizando bidones amarillos  y continuó incluso cuando el camión cisterna estalló en llamas. El canal de noticias local Kwanza TV publicó un video en Twitter que muestra a grupos de personas que intentan recolectar combustible alrededor del camión cisterna.
Uno de los testigos, que fue identificado como Daniel Ngogo, describió la escena como caótica con un gran incendio que hizo "difícil rescatar a las víctimas. La situación es realmente mala. Muchas personas murieron aquí, incluso aquellos que no estaban robando". combustible, porque este es un lugar ocupado ". A las 3:00 p. m. EAT, las operaciones de rescate finalizaron y todos los cuerpos fueron retirados de la escena. El comisionado de policía regional, Wilbard Mutafungwa, declaró que muchas personas sufrieron quemaduras como resultado de la explosión . Las cifras oficiales de la policía informaron 71 muertesy al menos 70 personas heridas. La mayoría de las víctimas fueron identificadas como taxistas locales que estaban presentes en la escena y personas que intentaron recolectar combustible. El comisionado regional de Morogoro, Stephen Kebwe, dijo que era el peor desastre en la región y advirtió sobre más muertes posibles.,